# Mark Binz
Mark Karlheinz Binz (* 10. Juli 1949 in Wiesbaden) ist ein deutscher Rechtswissenschaftler und Rechtsanwalt.

## Leben
Nach dem Studium der Rechtswissenschaften in Berlin, Hamburg und Genf promovierte Binz mit dem Thema "Haftungsverhältnisse im Gründungsstadium der GmbH & Co"  zum Dr. iur. utr. an der Universität zu Köln. Es folgten 1977 die Zulassung als Rechtsanwalt, 1979 die Zulassung als Fachanwalt für Steuerrecht. Seit 1987 führt Binz die auf Familienunternehmen spezialisierte Anwaltskanzlei Binz & Partner als Seniorpartner. Binz ist Mitglied im  Wirtschaftsrat der CDU, im Verband Die Familienunternehmer, im Fachinstitut der Steuerberater in Köln. Im Dezember 2014 wurde Binz durch die Bundesregierung zum Honorarkonsul der Republik Östlich des Uruguay ernannt.

## Tätigkeit
Binz gilt als Experte für Familienunternehmen und ist insbesondere im Bereich Unternehmensnachfolge als Autor von Fachpublikationen, als Rechtswissenschaftler und Rechtsanwalt tätig. Von 1996 bis 2008 nahm Binz einen Lehrauftrag für Unternehmensnachfolge an der Hochschule Heilbronn wahr, an der er 2001 zum Honorarprofessor ernannt wurde. 2011 gründete Binz das Stuttgarter Institut für Familienunternehmen (IFF).
Binz gehört zahlreichen Aufsichtsgremien an, darunter als Vorsitzender dem Aufsichtsrat von Fielmann, als stellvertretender Vorsitzender dem Aufsichtsrat von Faber-Castell sowie über viele Jahre als Vorsitzender den Aufsichtsräten von Jung von Matt, Kirchhoff, Moksel, Steffen und  Wormland.
Als Rechtsanwalt war Binz in prominenten Fällen aktiv. Anfang der 1990er Jahre führte er gemeinsam mit seinem Kompagnon Martin H. Sorg gegen die Lufthansa erfolglos mehrere Musterprozesse zum Nichtraucherschutz, bis die Fluglinie auf Inlandsflügen ein generelles Rauchverbot aussprach. Im Jahr 2000 brachten Binz und Sorg den sogenannten Mannesmann-Prozess mit einer Strafanzeige wegen Untreue und Bestechlichkeit gegen Klaus Esser, den früheren Vorstandsvorsitzenden von Mannesmann, und einem anschließenden Beschwerdeverfahren zum Generalstaatsanwalt ins Rollen.
Ferner trat Binz im Rahmen der Familienstreitigkeiten bei Voith, Haribo, Electronic Partner (EP), Heitkamp & Thumann und Breuninger öffentlich in Erscheinung. Bis Mai 2016 vertrat Binz Robert Tönnies im Streit mit seinem Onkel Clemens Tönnies um den Familienkonzern Tönnies Lebensmittel.
Seitens der Presse und Prozessbeteiligter wurde mehrfach Kritik an Binz laut. So unterstellte das Anwaltsmagazin Binz und seinem Kollegen Sorg zunächst, den Mannesmann-Prozess weniger aus staatsbürgerlicher Verantwortung, als aus Gründen der Eigenwerbung initiiert zu haben. In einer späteren Ausgabe hingegen charakterisierte dasselbe Magazin die Tätigkeit von Binz und Sorg im Mannesmann-Prozess als gut fundiert, beharrlich und das Werk von Profis. Nach Darstellung des Magazins Capital äußerten Insider in einzelnen Streitfällen Kritik an Binz’ Vorgehen. Binz sei demnach eher als "Kriegsführer" denn als Vermittler aufgetreten. Andere Stimmen räumten laut Capital jedoch ein, dass gerade diese Strategie auch Teil des Erfolgs von Binz sei.

## Veröffentlichungen
- Mark K. Binz, Martin H. Sorg: Die Stiftung. 5., überarbeitete Auflage. Verlag Recht und Wirtschaft, Frankfurt am Main 2008, ISBN 978-3-8005-4267-3.
- Mark K. Binz, Martin H. Sorg: Die GmbH & Co. KG im Gesellschafts- und Steuerrecht: Handbuch für Familienunternehmen. 12. Auflage. Beck, München 2018, ISBN 978-3-406-69075-4.
- Mark K. Binz, Brun-Hagen Hennerkes: Unternehmens-Steuerrecht. Oldenbourg, München/Wien 1985, ISBN 3-486-20082-8.
- Mark K. Binz, Haftungsverhältnisse im Gründungsstadium der GmbH & Co. KG, Binz, Verlag Dr. Otto Schmidt, Köln, 1976, ISBN 978-3-504-64536-6